# Ryanair

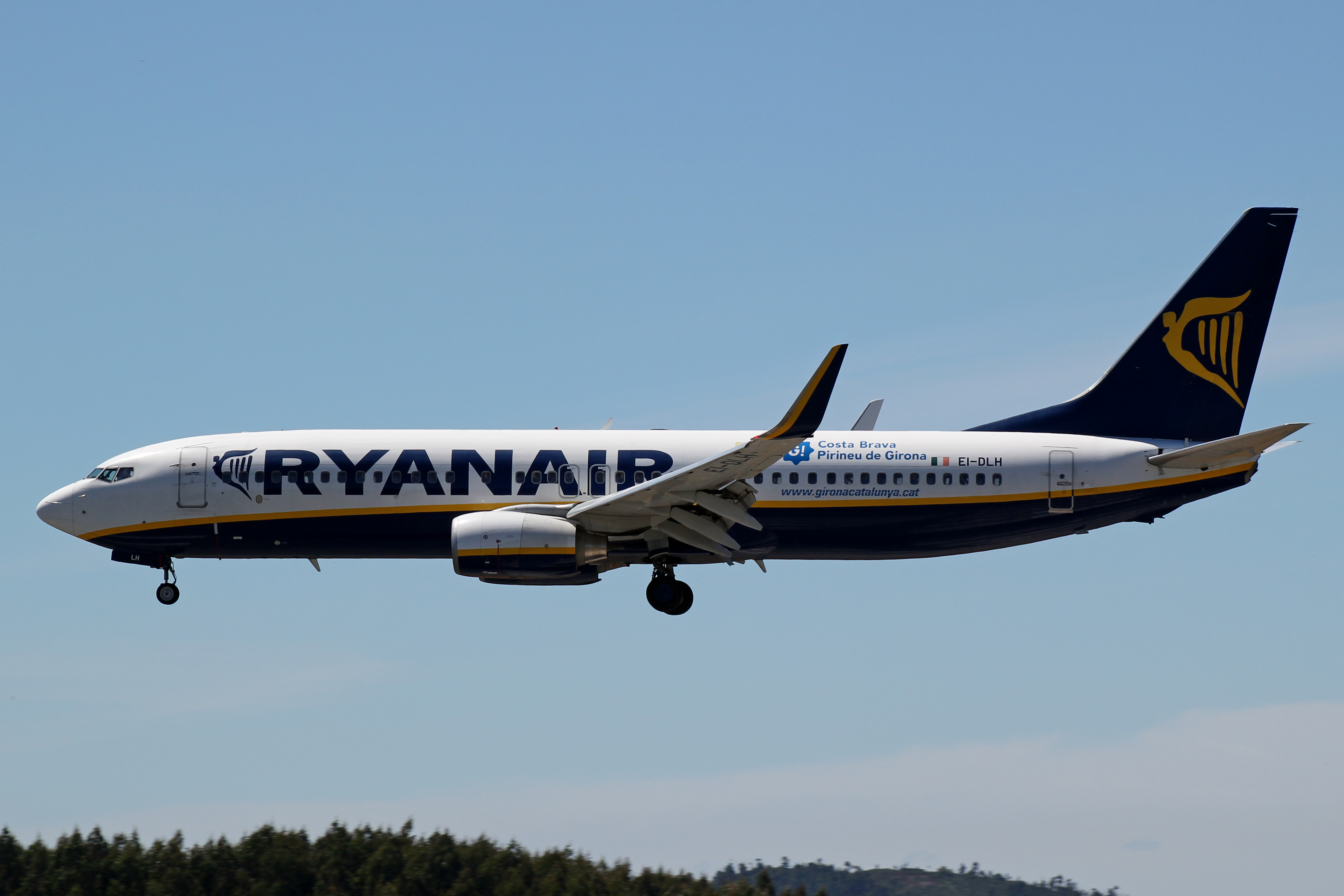
O aeronavă Ryanair de tip Boeing 737-800 pregătită să aterizeze.

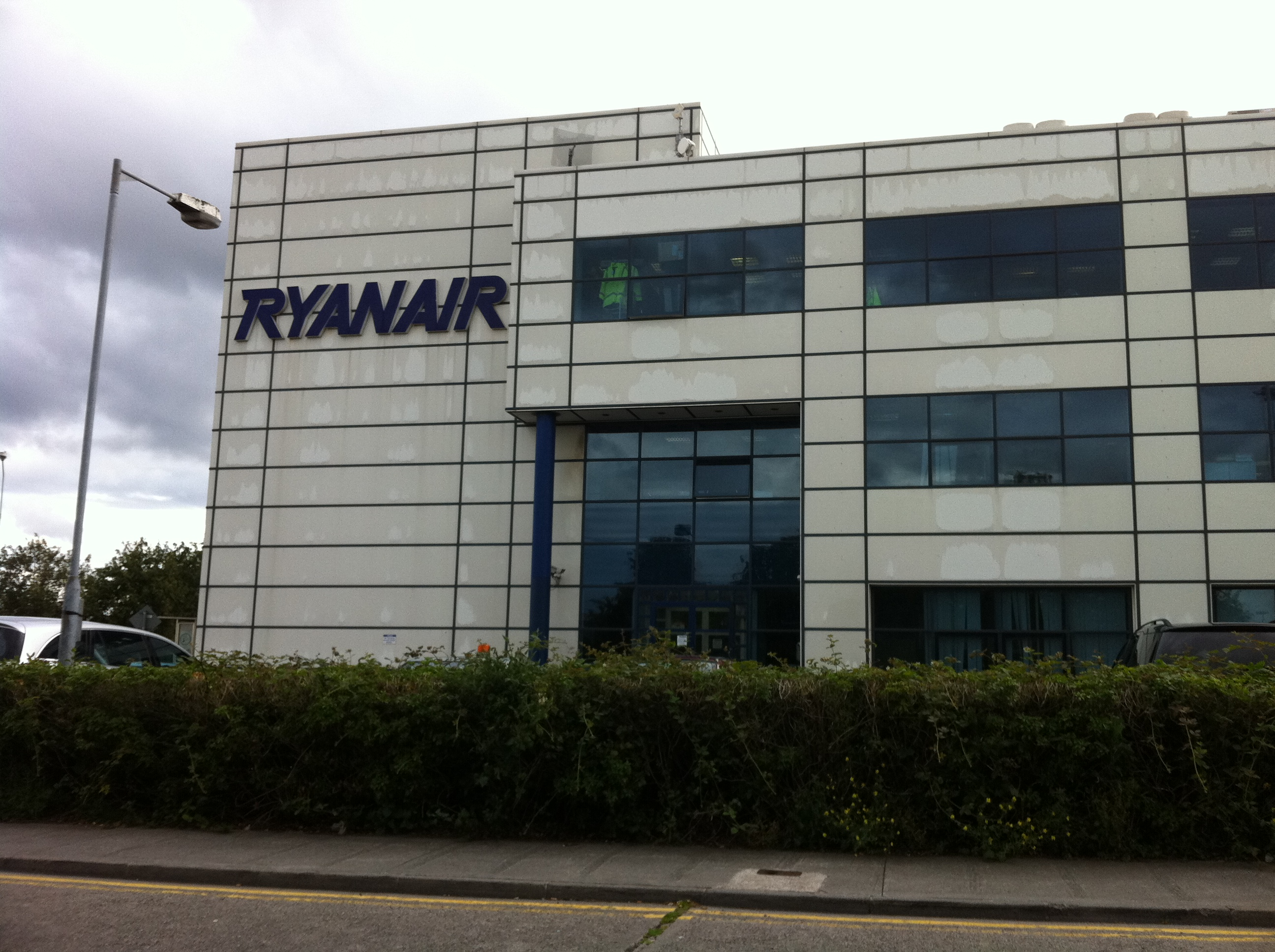
Sediul oficial al Ryanair

Ryanair este o companie aeriană irlandeză de tip low-cost, deținută de Ryanair Holdings plc, cea mai mare din Europa, depășind la numărul de pasageri și profit toate companiile aeriane, inclusiv cele ce nu sunt low-cost.

## Istoric
Ryanair a fost fondat în 1985 de  irlandezul Thomas Anthony Ryan (1936-2007),  manager (1956-1975) la Aer Lingus, la acea vreme companie de stat, individ cu spirit  antreprenorial renunță la siguranța și confortul de a fi manager la Aer Lingus, cea mai mare companie aeriană Irlandeză din acea vreme, pentru a înființa o companie de leasing aerian. Se împrumută de capital și pune bazele Guinness Peat Aviation, firmă ce a dat faliment în 1993 dar care datorită succesului fenomenal din anii '80 Tony Ryan a acumulat suficient capital pentru a dezvolta ceea ce va fi cea mai mare companie aeriană din Europa.

### 1985
Cu 25 de colaboratori (angajați) și un avion Embraer EMB 110 Bandeirante (15 locuri) cu zboruri zilnice între sudul Irlandei, Waterford, și  Aeroportul Gatwick din Londra, transportând 5000 pasageri.

### 1987
Ryanair contractează trei (în final vor fi 6) aeronave BAC1-11 de la TAROM printr-un „wet leasing”, compania română asigurând piloții și personalul tehnic.
Este angajat Michael O'Leary, cel ce va transforma compania în cel mai mare succes al aviației comerciale europene.

### 1990
Compania înregistrează, pe fondul concurenței cu giganți precum British Airways, pierderi de 20 milioane GBP, pentru o companie încă mică aceste pierderi duc la faliment.
Familia Ryan investește încă 20 milioane din proprii bani și face o schimbare radicală de management, dar mai ales schimbă strategia de dezvoltare devenind companie aeriană low cost, modelul fiind America, anume  Sowthwest Airlines.

### 1992
În ciuda creșterii prețului petrolului compania reușește să facă profit, 293 mii lire sterline, pentru prima dată, un motiv fiind mutarea pe aeroportul privat Stansted.

### 1996
Procesul de dereglementare a zborurilor comerciale în UE este finalizat, acum clienții și companiile mici, cum era la acea vreme Ryanair, profită din plin datorită concurenței într-o piață tip Laissez-faire. La acea dată Ryanair avea 2,9 milioane clienți, 20 de ani mai târziu 106 milioane clienți vor folosi serviciile companiei.

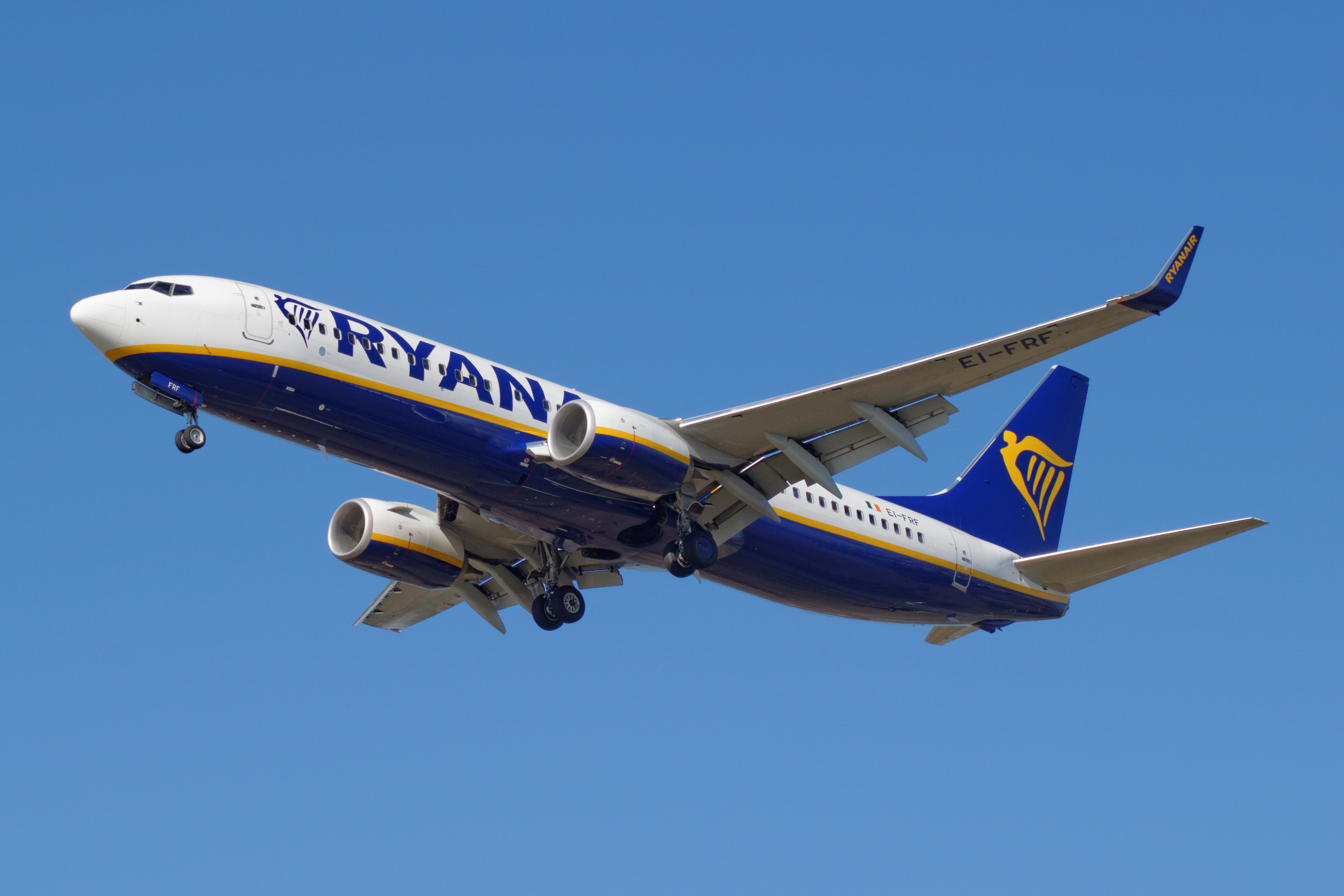
Boeing 737 Ryanair

### 2000
Ryanair cumpără primele aeronave noi, cinci în total, este vorba de Boeing 737-800.

### 2001
Lasarea site-ului online al companiei Ryanair, 7 milioane pasageri folosesc compania în acel an.

### 2003
Expansiune continuă, 27 milioane pasageri.

### 2006
Traficul crește cu 20% într-un an, cu 9 milioane pasageri, ajungând la 50,9 milioane. Flota ajunge la 163 Boeing 737-800, din care 30 aeronave noi achiziționate în 2006.

### 2016
Traficul crește cu 18%, respectiv 16 milioane pasageri,  106 milioane clienți folosind Ryanair. Profitul net depășește pentru prima oară 1 miliard, fiind pe anul 2016 1,24 miliarde GPD. Numărul de colaboratori (angajați) ajunge la 11.458.

## Destinații

Destinațiile Ryanair

## Date financiare/Trafic pasageri
| *                                     | 2010  | 2011  | 2012  | 2013  | 2014  | 2015  | 2016   | 2017   |
| ------------------------------------- | ----- | ----- | ----- | ----- | ----- | ----- | ------ | ------ |
| Cifră de afaceri, milioane(EUR)       | 2.998 | 3.629 | 4.390 | 4.884 | 5.036 | 5.654 | 6.535  | 6.647  |
| Profit operațional, milioane(EUR)     | 402   | 488   | 683   | 718   | 658   | 1.042 | 1.460  | 1.534  |
| Profit înainte de taxe, milioane(EUR) | 341   | 420   | 633   | 650   | 591   | 982   | 1.721  | 1.470  |
| Profit net, milioane(EUR)             | 305   | 374   | 560   | 569   | 522   | 866   | 1.559  | 1.315  |
| Număr pasageri, milioane              | 66,5  | 72,1  | 75,8  | 79,3  | 81,7  | 90,6  | 106,4  | 120    |
| Rata de încărcare pasageri, %         | 82%   | 83%   | 82%   | 82%   | 83%   | 88%   | 93%    | 93%    |
| Flotă, număr aeronave                 | 232   | 272   | 294   | 305   | 297   | 308   | 341    | 383    |
| Capital uman, colaboratori/angajați   | 7.032 | 8.063 | 8438  | 9.059 | 9.501 | 9.586 | 10.926 | 12.438 |

- Statistica este pentru fiecare an ce se termină, în contabilitatea Ryanair, pe 31 Martie.

## Ryanair în România

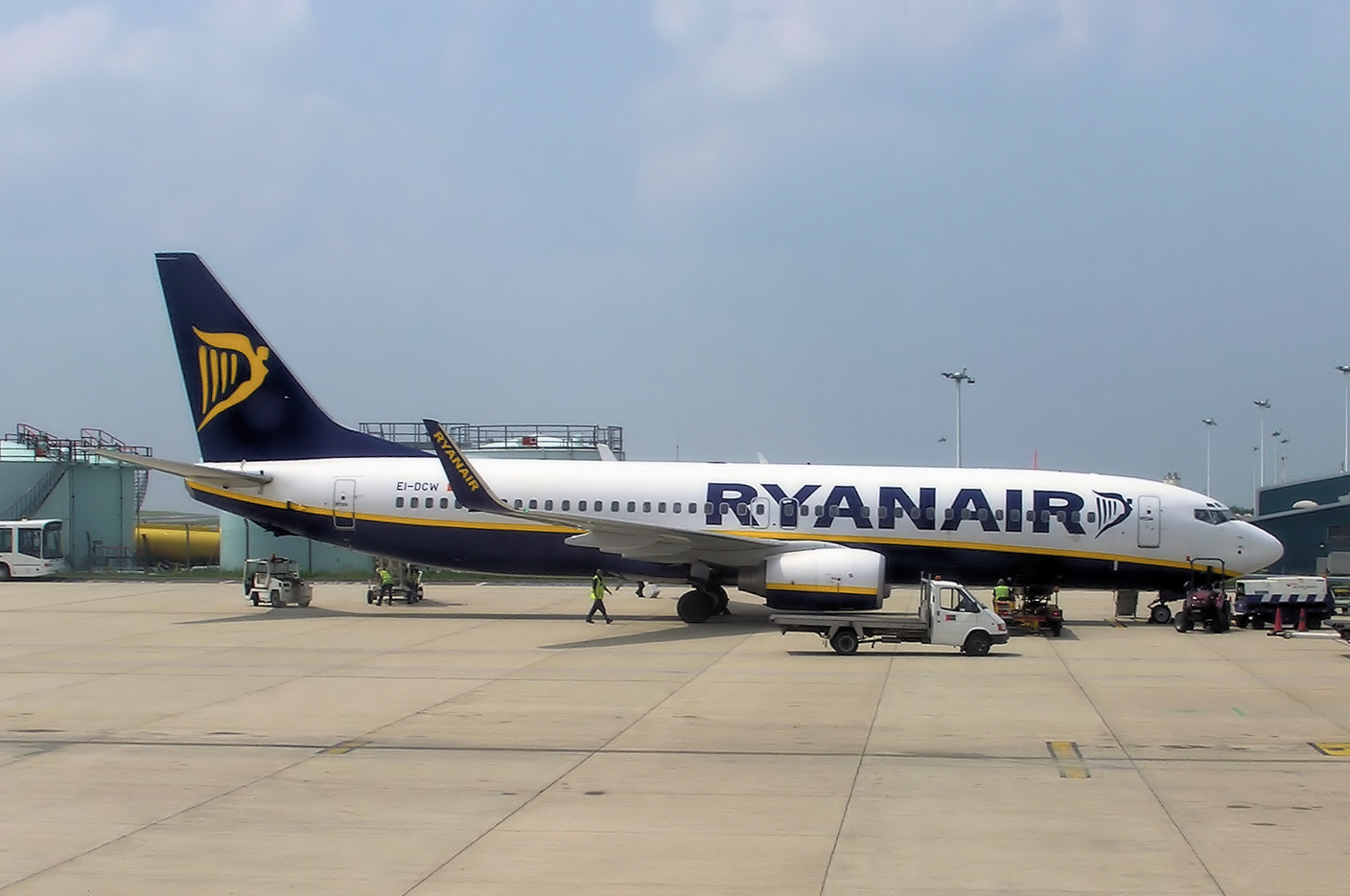
Boeing 737-800 în aeroportul din Bristol

În anul 2014, compania a  transportat aproximativ 200.000 de pasageri spre și dinspre România. Între martie 2017 și martie 2018 2,9 milioane pasageri au zburat cu Ryanair din/spre România.
În prezent compania aeriană operează zboruri de pe:
Aeroportul Internațional Henri Coandă din București
- Aeroportul Internațional Atena
- Aeroportul Berlin Brandenburg
- Aeroportul Bologna Guglielmo Marconi
- Aeroportul Internațional Orio al Serio, Bergamo
- Aeroportul Bristol
- Aeroportul Bruxel Sud Charleroi
- Aeroportul Dublin
- Aeroportul Londra Stansted
- Aeroportul Madrid
- Aeroportul Marsilia Provența
- Aeroportul Internațional Milano-Malpensa
- Aeroportul Internațional Palermo
- Aeroportul Abruzzo Pescara
- Aeroportul Internațional Roma-Ciampino
- Aeroportul Internațional Regina Alia Amman
- Aeroportul Internațional Traian Vuia Timișoara
- Aeroportul Internațional Viena

Aeroportul Internațional Avram Iancu Cluj-Napoca
- Aeroportul Internațional Southend, Londra

Aeroportul Internațional Craiova
- Aeroportul Valencia

Aeroportul International Timișoara
- Bergamo comercializat ca Milano - Bergamo
- București

În data de 30 octombrie, Ryanair a deschis baza aeriană de la București unde au fost alocate 3 aeronave.

## Ryanair Moldova
Deși, în 2017, Ryanair anunța într-o conferință de presă că Republica Moldova este o „opțiune”, deocamdată (2018), compania aeriană încă nu are zboruri din/spre Republica Moldova.

## Flotă
| Aeronavă       | În serviciu | Comenzi | Note |
| -------------- | ----------- | ------- | ---- |
| Boeing 737-300 | 1           | 0       |      |
| Boeing 737-800 | 443         | 15      |      |
| Boeing 737 MAX | 0           | 135     |      |

Vârsta medie a avioanelor Ryanair, în 2018, este de 7 ani.